# 下赫芬施維爾

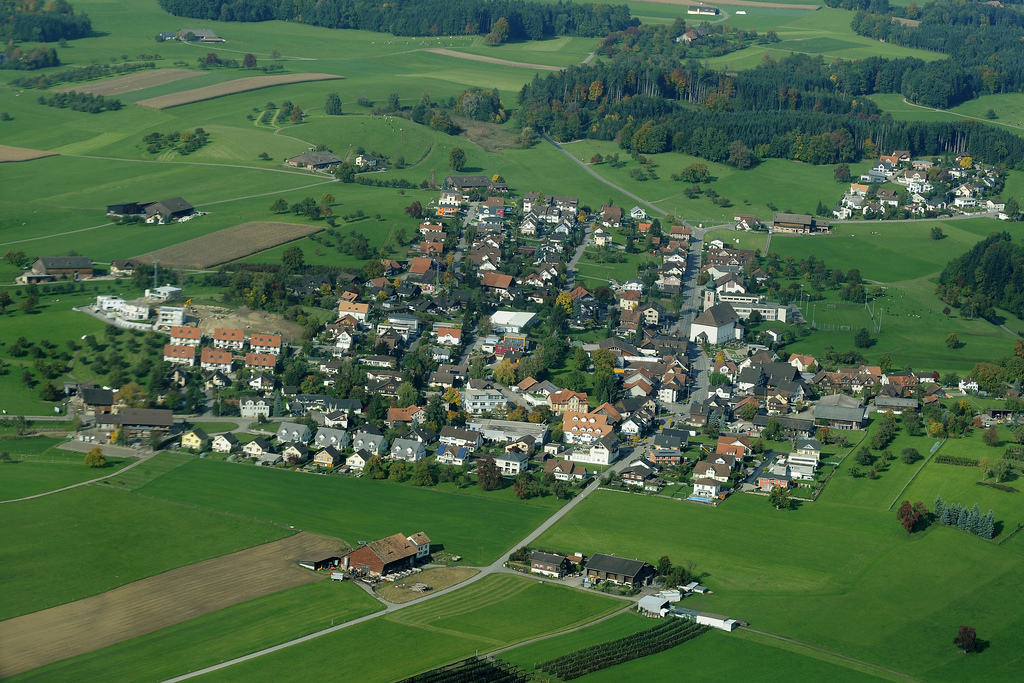

下赫芬施維爾是瑞士的城鎮，位於該國東北部，由聖加侖州負責管轄，面積16.33平方公里，海拔高度580米，2011年人口2,932，七成人口信奉羅馬天主教，人口密度每平方公里180人。

## 外部連結
- Official website（页面存档备份，存于） （德文）